# Husarivka, Ovruci
Husarivka (în ucraineană Гусарівка) este un sat în comuna Hladkovîci din raionul Ovruci, regiunea Jîtomîr, Ucraina.

## Demografie
Componența lingvistică a localității Husarivka
     Ucraineană (84,62%)
     Rusă (15,38%)
Conform recensământului din 2001, majoritatea populației localității Husarivka era vorbitoare de ucraineană (84,62%), existând în minoritate și vorbitori de rusă (15,38%).